# هرودین
هرودیانوس (به لاتین: Herodianus) یا هرودین (به فرانسوی: Hérodien)(زادهٔ ۱۷۰- مرگ ۲۴۰ یا ۲۴۱ میلادی) تاریخ‌نگار یونانی‌تبار رومی بود.
هرودین در سوریه زاده شد و بیشتر زندگیش را در رم گذراند. وی از مردمان رده پایین جامعهٔ آن روزگار روم بود، اگرچه از چند چون زندگیش آگاهی چندانی در دست نیست. اثر او تاریخ رم بود که دورهٔ تاریخی از مرگ مارکوس اورلیوس تا روزگار گوردیان سوم را پوشش می‌داد. وی این کتاب را به زبان یونانی نوشت. نوشته‌های او از منابعی دربارهٔ تاریخ اشکانیان نیز دانسته می‌شود.
می‌نماید که هرودین از شیوهٔ کار توسیدید الگوبرداری کرده باشد.